# Цулая, Гиви Васильевич
Гиви Васильевич Цулая (20 января 1934, Сухуми — 10 апреля 2021, Тбилиси) — советский и российский историк, доктор исторических наук, специалист по истории, источниковедению, филологии, этнографии и ономастике, автор ряда переводов на русский язык грузинских письменных источников средневековья и нового времени, его перу принадлежит более 100 научных публикаций по этим темам.

## Биография
Родился в г. Сухуми Абхазской АССР.
В 1957 г. окончил Сухумский государственный педагогический институт, в 1966 г. — аспирантуру Института этнографии АН СССР им. Миклухо-Маклая.
В 1967 г. защитил кандидатскую диссертацию «Историческая интерпретация основных образов абхазского героического эпоса (Нарты и Абрскил)», в 1988 г. — докторскую диссертацию «Ранний цикл свода грузинских летописей „Картлис Цховреба“ (анализ этнокультурной проблематики)».
Ведущий научный сотрудник Института этнологии и антропологии РАН.

## Публикации
монографии
- Цулая Г. В. Абхазия и абхазы в контексте истории Грузии : (Домонг. период) : Крат. очерки. — М.: ИЭИА, 1995. — 171 с. — 300 экз. — ISBN 5-201-00820-8.
- Цулая Г. В. Квадратура сердца : (стихи и рубайи). — М.: [б.и.], 2005. — 38 с.
- Цулая Г. В. Ранний цикл свода грузинских летописей «Картлис цховреба» : (Анализ этнокультур. проблематики) : Автореф. дис. … д-ра ист. наук. — М., 1988. — 50 с.
- Цулая Г. В. Силуэты Грузии — 1. — М.: [б. и.], 2007. — 312 с. — 300 экз.
- Цулая Г. В. Силуэты Грузии — 2. — М.: [б. и.], 2008. — 380 с. — 300 экз.

переводы
- Анонимный грузинский «Хронограф» XVI века [Жамтаагмцерели] / Пер. со старогрузинского Г. В. Цулая. — М.: Институт этнологии и антропологии, 2005. — 162 с. — (Пер. осуществлен по изд.: «Столетняя история» с предисл. и коммент. Р. К. Кикнадзе изд. в Тбилиси в 1983 г.).
- Джуаншер Джуаншериани. Жизнь Вахтанга Горгасала / Пер., введ. и примеч. Г.В. Цулая. — Тбилиси: Мецниереба, 1986. — 149 с. — 4500 экз.
- Летопись Картли : [Текст] / Пер., введ. [с. 5-36] и примеч. Г. В. Цулая. — Тбилиси: Мецниереба, 1982. — 112 с. — 7000 экз.
- Мровели Л. Жизнь картлийских царей : Извлеч. сведений об абхазах, народах Сев. Кавказа и Дагестана / Пер. с древнегруз., предисл. и коммент. Г. В. Цулая. — М.: Наука, 1979. — 103 с. — 24 000 экз.
- Житие и деяния Иллариона Грузина / Перевод с древнегрузинского, введение, примечания. — 1991; 1998.
- Святые и мученики в истории Грузии (Агиографические этюды). — 2006.

Основные статьи
- Обезы по русским источникам // Советская этнография. — 1975. — № 2.
- Грузинский «Хронограф» XIV в. о народах Кавказа // Кавказский этнографический сборник. — 1980. — Т. 7.
- Описание Колхиды и сведения об абхазах в армянской «Географии» VII в. // Ономастика Кавказа. — 1980. — № 2.
- Отрок Шарукан — Атрака Шарганис-дзе (к вопросу об антропонимическом источниковедении народов Кавказа) // Кавказский этнографический сборник. 1984. — Т. 8.
- Осетины в контексте истории Грузии (Домонгольский период) // Этнографическое обозрение. — 1993. — № 3.
- Из истории грузинской агиографии: «Мученичество Давида и Константина» // Этнографическое обозрение. — 1996. — № 1.
- Из истории грузинской агиографии: «Мученичество царя Луарсаба» // Этнографическое обозрение. — 1998. — № 2.
- Из истории грузинской агиографии: «Мученичество Бидзины, Шалвы и Элисбара» // Эмигрант. — 2000. — № 1.
- Об антропономии грузинских евреев // Из материалов сайта «Jewish.ru»